# Manco Inca Yupanqui
Manco Inca Yupanqui, död 1544, var en inkahärskare. 
Han efterträdde 1534 Túpac Hualpa med spanjorernas stöd och låtsades gå med på att regera som spansk marionett. Han övergav spanjorerna 1536 efter Gonzalo Pizarros våldtäkt på hans drottning Cura Ocllo. Han upprättade ett nytt inkarike i Vilcabamba, och bedrev sedan gerillakrig mot spanjorerna fram till sin död 1544.